# Pork and Beans
"Pork and Beans" és el primer senzill de l'àlbum Weezer, del grup estatunidenc Weezer. La cançó es va llançar en format digital el 24 d'abril de 2008. Es va convertir en el senzill amb més èxit del grup després d'estar onze setmanes en el número u de la llista de cançons de rock alternatiu dels Estats Units. El videoclip també va contribuir en l'èxit, ja que va incorporar diverses celebritats de YouTube i es va fer molt popular a internet. Fou guardonat amb un premi Grammy com a millor videoclip l'any 2009.

## Informació
El líder del grup, Rivers Cuomo, va compondre la cançó com a reacció d'una reunió del grup amb els executius de Geffen Records, els quals van recomanar al grup que gravessin material més comercial. Jacknife Lee va produir la cançó a principis del 2008, en l'última sessió de gravació de l'àlbum. La lletra conté moltes referències a la cultura popular que van descriure com una mena d'"himne antihimne".
El videoclip fou dirigit per Mathew Cullen i es va llançar el 23 de maig de 2008 pel portal de vídeos YouTube esdevenint un fenomen mundial a internet. Diverses celebritats del YouTube van col·laborar amb la banda per a la gravació del videoclip, per exemple: Mark Allen Hicks ("Afro Ninja"), Gary Brolsma, Tay Zonday, Chris Crocker, Caitlin Upton, Liam Kyle "Kelly" Sullivan, Ryan Weiber, Michael "Dorkman" Scott, Judson Laipply, i Fritz Grobe and Stephen Voltz demostrant l'erupció de la Coca-Cola Light i els caramels Mentos. Altres mems d'internet també es van imitar com: Dramatic Chipmunk, All your base are belong to us, Will It Blend?, Daft hands i Daft bodies o Dancing baby. El videoclip es va fer popular ràpidament aconseguint més de quatre milions de visualitzacions durant la primera setmana. Es va convertir en el vídeo més vist durant el mes de juny amb més de 7,3 milions de visites. Això li va servir per estar nominat a la millor edició en els premis MTV Video Music Awards del 2008 i guanyar el premi al millor videoclip als premis Grammy. El 12 de gener de 2009, el grup va penjar a YouTube una nova versió del videoclip amb material addicional que no es va utilitzar en el videoclip original, però va passar força desapercebut per la xarxa.
La cançó fou ben rebuda en general tant per la crítica musical com pels fans. La majoria dels periodistes van destacar el retorn al so dels seus inicis que els va importants dins l'escena alternativa. Ràpidament va aconseguir l'èxit i després de tres setmanes va arribar a la primera posició en la llista de rock modern dels Estats Units. El senzill va liderar la llista durant onze setmanes consecutives i va esdevenir el major èxit de la banda en tota la seva història. En la llista de senzills estatunidenca va arribar a la 25a posició.
La cançó va aparèixer en la banda sonora de Yes Man i Whip It!, i també com a material descarregable del videojoc Rock Band.

## Posició en llista
| Llista (2008)                             | Posició |
| ----------------------------------------- | ------- |
| U.S. Billboard Hot Modern Rock Tracks     | 1       |
| U.S. Billboard Hot Mainstream Rock Tracks | 25      |
| Alternative Songs                         | 1       |
| Canadian Hot 100                          | 29      |
| European Hot 100                          | 92      |
| UK Singles Chart                          | 33      |
| U.S. Hot Digital Songs                    | 47      |